# Дуб Шевченка
50°29′45″ пн. ш. 30°27′05″ сх. д. / 50.4959° пн. ш. 30.4513° сх. д.
В Україні багато дерев присвячено вшануванню пам'яті видатного українського поета і художника Тараса Григоровича Шевченка. Нижче наведено перелік тільки найвідоміших дубів, присвячених Т. Г. Шевченку.

## Список вікових та меморіальних Шевченкових дубів України
- Три 1000-річних дуби Тараса Шевченка (Черкаська область, Звенигородський район, с. Будище). Ростуть в яблуневому саду Шевченківського сільськогосподарського коледжу (колишня садиба пана Енгельгардта). Дуби пов'язані з ім'ям великого Кобзаря, який в цьому селі служив козачком у пана П. В. Енгельгардта.
  - Дуб Шевченка-1. Обхват стовбура 8,40 м. Висота 20 м. Вік 1000 років. Дупло запломбовано, маються підставки під гілки. Заповіданий у 1982 р.
  - Дуб Шевченка-2. Обхват стовбура 7,50 м. Висота 25 м. Вік 900 років. У дереві на висота 15 м є дупло. Дуб заповіданий у 1982 р.
  - Дуб Шевченка-3. Обхват стовбура 8,50 м. Висота 20 м. Вік понад 1000 років. Заповіданий у 2010 р.
- Дуб Шевченка. Обхват 4,80 м. Висота 25 м. Вік близько 400 років. Росте в с. Мар'янське (Великобагачанський район, Полтавська область). У жовтні 1845 р. під дубом Т. Г. Шевченко писав поеми «Невольник» і «Єретик». Заповіданий у 1964 році.
- Дуб Шевченка. Дуб не заповіданий. Вік понад 500 років. Знаходиться в парку Березоворудського технікуму, с. Березова Рудка (Пирятинський район, Полтавська область). Дуб загинув. Остаточно згорів у 2002 р.
- Дуб Шевченка. Обхват 7,8 м. Висота 20 м. Вік близько 1000 років. Знаходиться біля с. Моринці (батьківщини Шевченка), Шевченківське лісництво, ЛМС Лисенківське, кв. 90, вид. 12 (Звенигородський район, Черкаська область). Заповіданий у 1972 р.
- Дуб Шевченка. Обхват стовбура 6,60 м. Висота 30 м. Вік близько 700 років. Росте на території будинку відпочинку в с. Прохорівка (Канівський район, Черкаська область). За легендою, під дубом відпочивав і тут писав поему «Марія» Т. Шевченко, коли приїжджав до свого друга — ректора Київського університету М. О. Максимовича. Заповіданий у 1972 р.
- Дуб Шевченка на території Шевченківського національного заповідника.
- Дуб Шевченка в Києві пов'язаний з ім'ям великого поета України Т. Г. Шевченко. За легендою під ним поет любив відпочивати, меморіальна хата якого і донині знаходиться неподалік. Вік дерева близько 300 років, висота 15 м, обхват стовбура — 4,50 м[2]. Дуб росте в Києві на території парку садово-паркового мистецтва місцевого значення «Березовий гай», недалеко від перехрестя вулиць Білецька і Вишгородська.
- Дуб Шевченка в Полтаві — перший в Україні живий пам'ятник Т. Г. Шевченкові, посаджений у Полтаві місцевою «Громадою» 6 (18) травня 1861 р. у час перепоховання Шевченка на спомин про перевезення тіла поета в Україну. Не заповіданий.
- Дуб Т. Г. Шевченка — ботанічна пам'ятка природи місцевого значення на території Бучацького району Тернопільської області, село Жизномир.

### Дуби Шевченка
- Дуби Т. Г. Шевченка на Чернечій горі на території Шевченківського національного заповідника. За легендою, посаджені у 1914 році родичами Тараса Шевченка з нагоди 100-річчя від дня народження поета.
- Дуби Тараса Шевченка поблизу села Сураж Шумського району Тернопільської області, в кв. 173, вид. 1, Суразького лісництва Кременецького держлісгоспу.

## Зображення

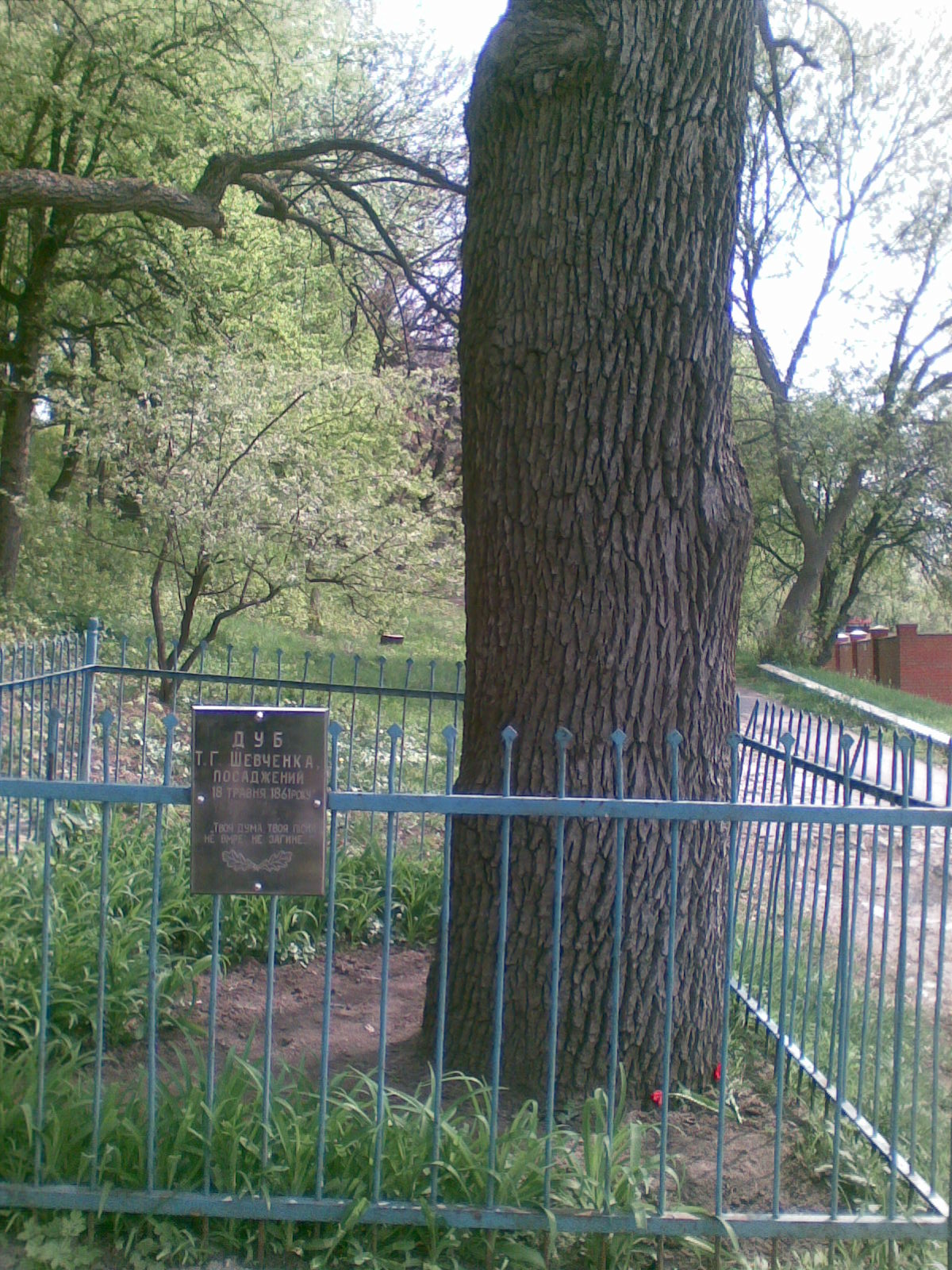
Дуб Шевченка в Полтаві
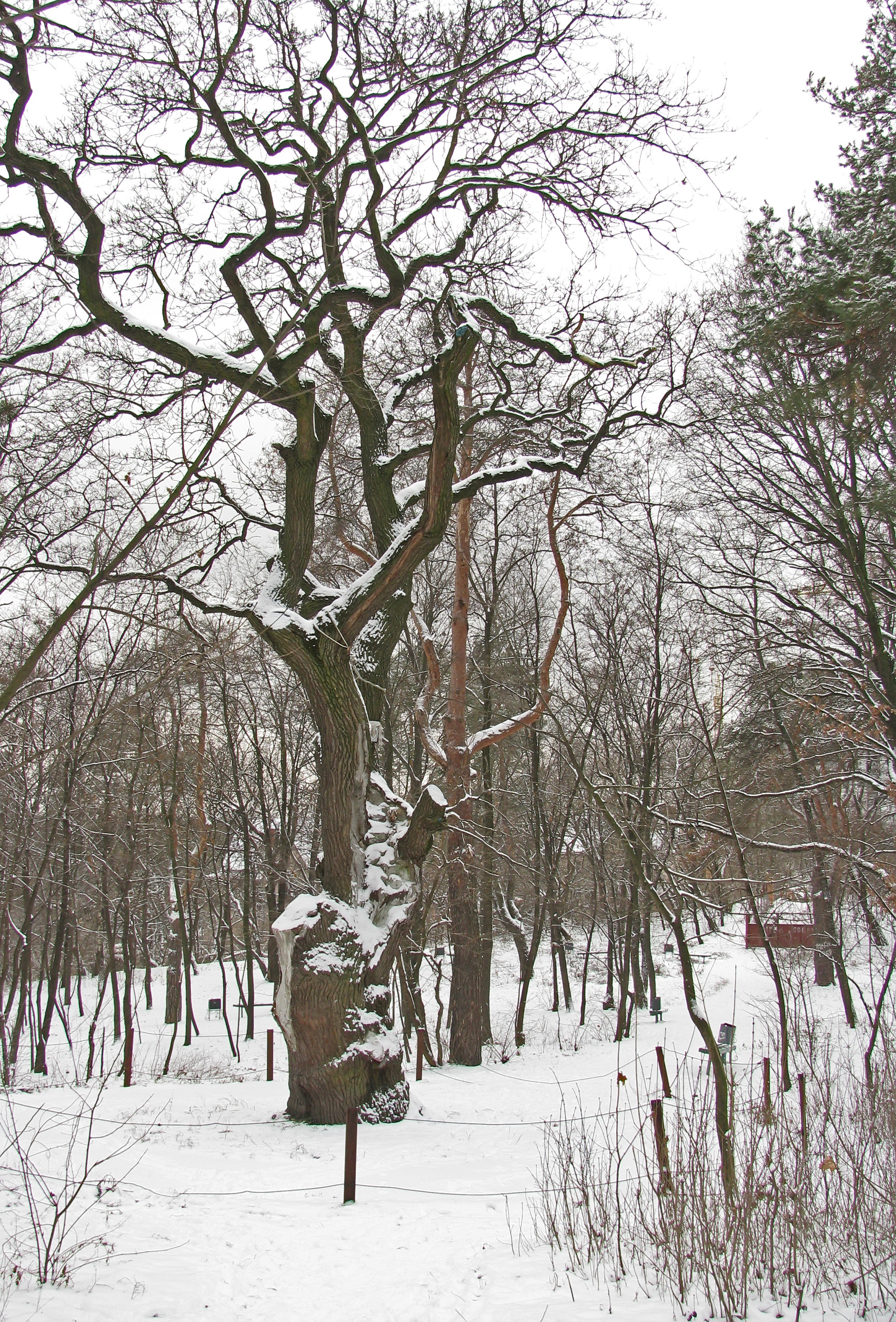
Дуб Шевченка в парку «Березовий гай», Київ

## Ресурси Інтернету
- Фотогалерея видатних вікових дерев міста Києва [Архівовано 12 березня 2012 у WebCite]